# Colpotrochia orientalis
Colpotrochia orientalis är en stekelart som först beskrevs av Tohru Uchida 1930.  Colpotrochia orientalis ingår i släktet Colpotrochia och familjen brokparasitsteklar. Inga underarter finns listade i Catalogue of Life.